# Holoskiw (Kamjanez-Podilskyj)
Holoskiw (ukrainisch Голосків; russisch Голосков Goloskow, polnisch Hołosków) ist ein Dorf in der ukrainischen Oblast Chmelnyzkyj mit etwa 1600 Einwohnern (2001).

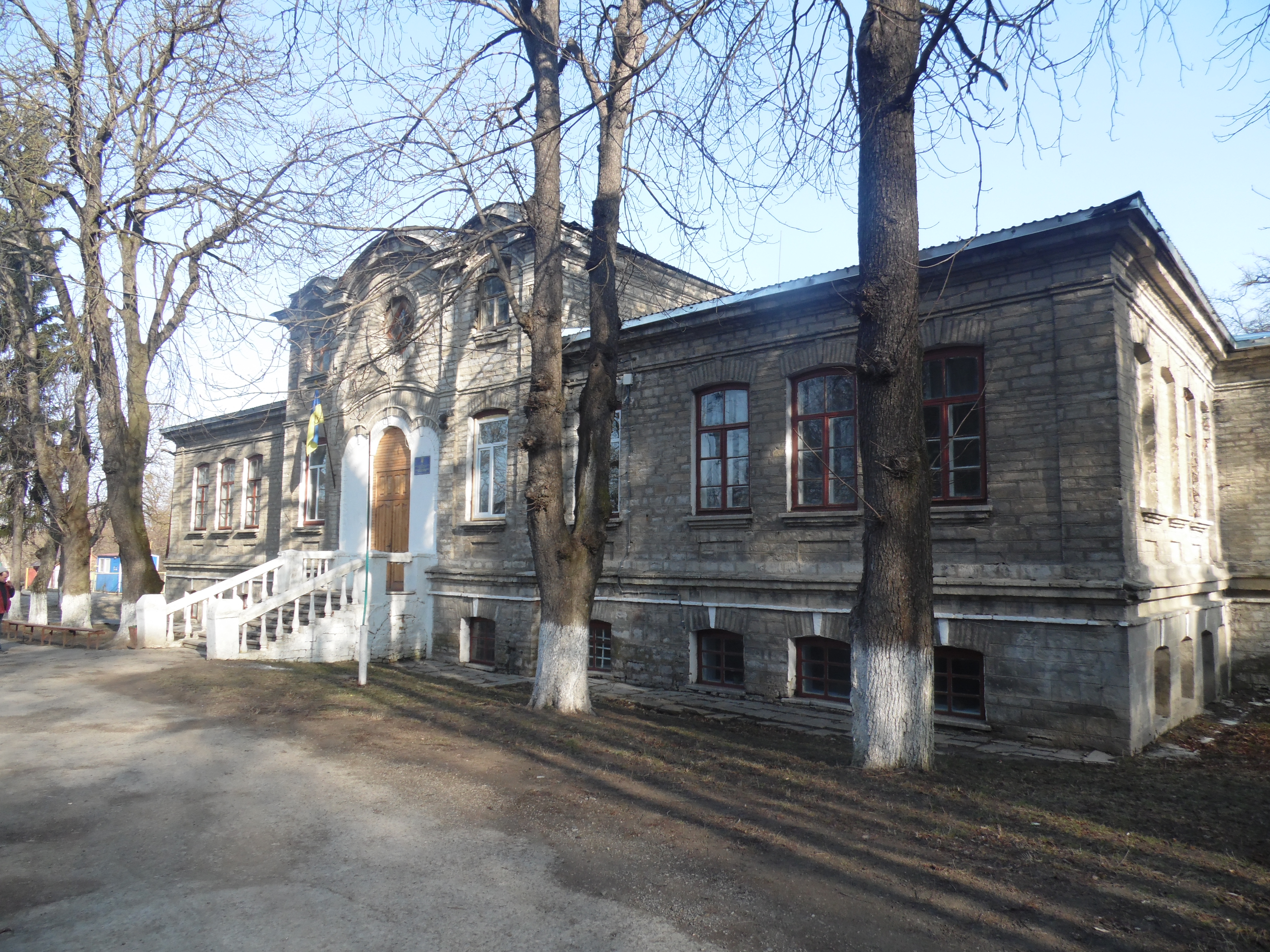
Herrenhaus in Holoskiw; heute als Schule genutzt

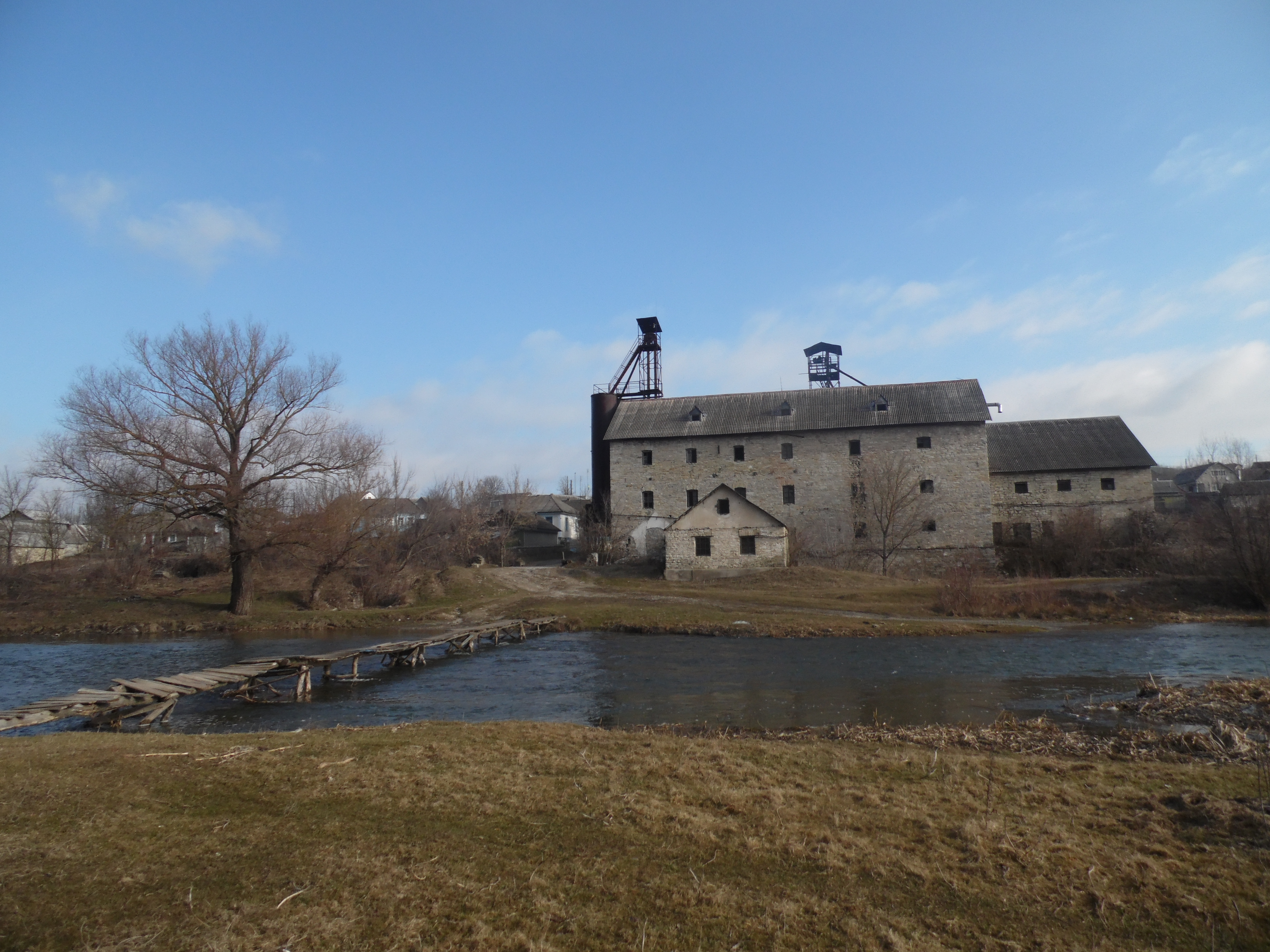
Mühle am Ufer des Smotrytsch

Das 1460 erstmals schriftlich erwähnte Dorf liegt in der historischen Region Podolien am Ufer des Smotrytsch, einem 168 km langen, linken Nebenfluss des Dnister, etwa 8 km westlich vom Gemeindezentrum Humenzi, 6 km nordwestlich der Stadtmitte vom Rajonzentrum Kamjanez-Podilskyj und etwa 90 km südlich vom Oblastzentrum Chmelnyzkyj. Im Dorf befindet sich eine Mühle, ein Herrenhaus aus dem 19. Jahrhundert und ein 12,67 Hektar großer Park sowie eine im späten 19.-/ frühen 20. Jahrhundert errichtete Steinkirche, deren Vorgängerbau, der von 1782 bis 1882 existierte, auf eine Holzkirche von 1741 zurückgeht. Östlich vom Dorf verläuft die Territorialstraße T–23–21.
Am 13. August 2015 wurde das Dorf ein Teil der neugegründeten Siedlungsgemeinde Humenzi, bis dahin bildete es zusammen mit den Dörfern Pudliwzi (Пудлівці) und Uljaniwka (Улянівка) die gleichnamige Landratsgemeinde Holoskiw (Голосківська сільська рада/Holoskiwska silska rada) im Norden des Rajons Kamjanez-Podilskyj.